# Han Zhidi
Zhidi (沖帝) est un éphémère empereur de la dynastie Han né en 138 et mort en 146.

## Biographie
Liu Zuan est le fils du prince Liu Hong et de sa femme Chen. Par son père, il est l'arrière-arrière-petit-fils de l'empereur Zhangdi, mort en 88. Il devient empereur à la mort de son cousin éloigné Chongdi, en 145, à l'âge de sept ans. C'est l'impératrice douairière Liang Na (en) et son frère Liang Ji (en) qui exercent la réalité du pouvoir durant son bref règne. De fait, c'est Liang Ji qui a convaincu sa sœur de choisir le jeune Liu Zuan pour succéder à Chongdi, dans l'idée qu'avoir un enfant sur le trône lui permettrait de conserver plus longtemps le pouvoir.
Mécontent d'avoir été traité de « général arrogant » par l'empereur, Liang Ji le tue en lui servant un bol de soupe empoisonné. Zhidi n'avait que huit ans à sa mort. L'ambitieux parvient encore à imposer son choix de successeur à sa sœur en la personne de Liu Zhi, un autre descendant de Zhangdi.